# 颅果草
颅果草（学名：Craniospermum echioides）为紫草科颅果草属下的一个种。